# 청담고등학교 (서울)
청담고등학교(淸潭高等學校)는 대한민국 서울특별시 강남구 압구정동에 있는 강남 8학군 공립 고등학교이다.

## 학교 연혁
- 1990년 1월 20일 : 청담고등학교 설립 인가(39학급)
- 1990년 2월 2일 : 제1학년 13학급 배정(남 7학급, 여 6학급)
- 1990년 3월 1일 : 초대 구창모 교장 취임
- 1990년 3월 3일 : 제1회 입학식(남 7학급, 여 6학급)
- 1990년 5월 22일 : 개교식
- 1991년 2월 28일 : 제2차년도 교실 증축 준공(20개 교실)
- 1991년 12월 31일 : 제3차년도 교실 증축 준공(33교실)
- 1993년 2월 12일 : 제1회 졸업식
- 2012년 9월 1일 : 제12대 박창호 교장 취임
- 2019년 2월 14일 : 제27회 졸업식 (남 145명, 여 164명 총 309명, 누계 13,017명))
- 2021년 3월 2일 : 제32회 입학식(남 71명, 여 98명, 총 169명)

## 참고 자료
- 청담고등학교 - 한국교육학술정보원 학교알리미